# أم ساري (فلم)
أم ساري (بالإنجليزية: Sari's Mother) هو فيلم وثائقي تم إنتاجه في الولايات المتحدة وصدر في سنة 2006.

## وصلات خارجية
- مقالات تستعمل روابط فنية بلا صلة مع ويكي بيانات